# Canadian Journal of Chemistry
Das Canadian Journal of Chemistry (nach ISO 4-Standard in Literaturzitaten mit Can. J. Chem. abgekürzt) ist das monatlich erscheinende Publikationsorgan der Canadian Society for Chemistry. Die Erstausgabe dieser Fachzeitschrift erschien 1929. Die veröffentlichten Artikel decken das gesamte Gebiet der Chemie ab.
Alle Artikel seit 1951 stehen als Volltext-PDF-Dateien im Web zur Verfügung; Ausgaben, die vor 1998 erschienen sind, sogar kostenfrei.
Der Impact Factor lag im Jahr 2020 bei 1,645. Nach der Statistik des Web of Science wird das Journal mit diesem Impact Factor in der Kategorie multidisziplinäre Chemie an 129. Stelle von 178 Zeitschriften geführt.
Chefredakteur ist Yining Huang von der University of Western Ontario.